# 太平洋諸島

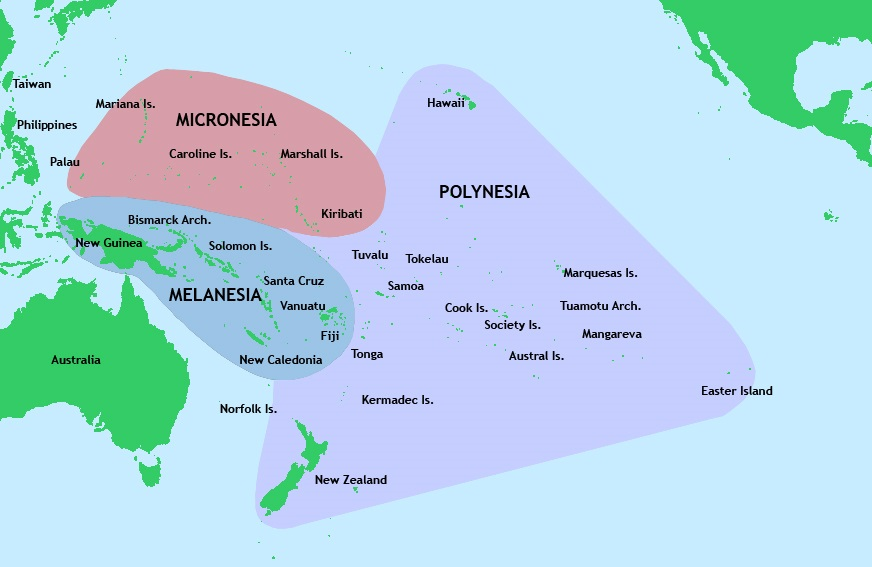

太平洋諸島（たいへいようしょとう）とは、広義には太平洋にある島嶼一般を指し、これにはメラネシア、ミクロネシア、ポリネシアといったオセアニア（大洋州）をはじめ日本列島、台湾、フィリピン、アリューシャン列島までもが含まれることがある。狭義には第二次世界大戦終了後の1947年以降米国によって管理された太平洋における信託統治地域であるマリアナ諸島（グアム島を除く）、カロリン諸島、マーシャル諸島の三諸島のことを指す。
狭義の太平洋諸島は、国際連合の信託統治地であったが、1994年10月1日のパラオ独立を以って、すべての諸島が併合・独立し、国連の信託統治制度は役割を終えた。
近年、気候変動の影響を最も強く受けている地域の一つである。地球温暖化が引き起こす海面上昇は、低く平らな島々の浸食や浸水を招き、土壌の塩化は水の供給と農業に悪影響を及ぼす深刻な問題である。住人の生活は自然環境に大きく依存し、気候変動は彼らに直接的な影響を与えている。